# O Sempre Fixe

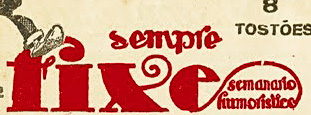
Sempre Fixe

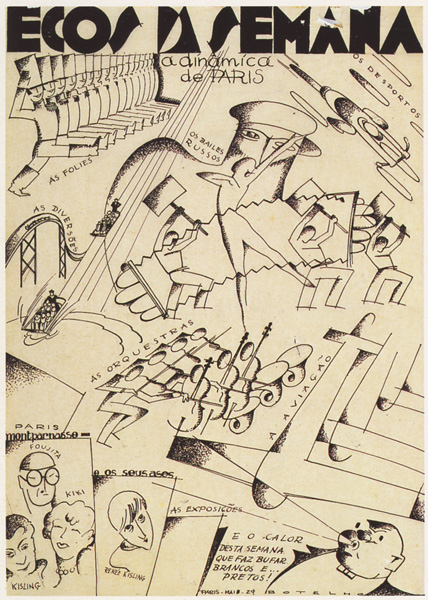
Carlos Botelho, Ecos da Semana - Em Paris, Sempre Fixe, Maio de 1929

O Sempre Fixe foi um semanário humorístico publicado em Lisboa . O primeiro número saiu a 13 de Maio de 1926 e a publicação estendeu-se por um período de 35 anos. Foi fundado por Pedro Bordallo Pinheiro e era propriedade da Renascença Gráfica S.A.R.L. (também proprietária do Diário de Lisboa).
Entre os que contribuíram para a revista contam-se Carlos Botelho (que aí publicou, ininterruptamente, durante mais de 22 anos, uma página intitulada Ecos da Semana), Almada Negreiros, Stuart Carvalhais, Jorge Barradas, Bernardo Marques, Amarelhe, Francisco Valença (responsável pela maioria das capas até quase à morte do jornal), Roberto Nobre, Paulo Ferreira.

## Ligações Externas
Sempre fixe :  semanario humoristico (existente na Hemeroteca Digital entre 1926 e 1932)